# Живот по Москрију
Живот по Москрију је српски краткометражни филм студената са Факултета драмских уметности у Београду, снимљен 2017. године. Режирао га је Горан Николић, а сценарио су писали Марко Марковић и Лана Радошевић. Филм је по жанру комедија и мјузикл, а премијерно је приказан 3. јуна 2017. године на Факултету драмских уметности у Београду у оквиру манифестације Продуцентски дани. Филм је посвећен реперу Давору Бобићу Москрију, који је преминуо 25. августа 2005. године у 27. години живота. Специјални гости филма су познате личности које су одрасле уз Москрија.

## Радња филма
У филму се Давор Бобић Москри враћа на овај свет као десетогодишњи дечак и шармира све присутне. Његов циљ је да освоји карту за рај, али и да својим следбеницима међу којима су дилери, шанери, шмекери, репери и клабери појасни да његов животни мото Удри гудру на весеље не води никуда и усмери их на прави животни пут.

## Улоге
| Глумац                        | Улога        |
| ----------------------------- | ------------ |
| Петар Стругар                 | Џони         |
| Владимир Вучковић             | Шоне         |
| Андрија Бошковић              | Москри       |
| Анђела Јовановић              | Даринка      |
| Дарко Ивић                    | Ђовани       |
| Рамбо Амадеус                 | музички гуру |
| Ђорђе Стојковић               | шанер        |
| Александар Вучковић           | Недељко      |
| Никола Јелић (Микри Маус)     | самог себе   |
| Никола Јарневић (Еуфрат)      | самог себе   |
| Горан Николић                 | Свети Петар  |
| Ђорђе Миљеновић (Скај Виклер) | самог себе   |
| Никола Ћосић (Бвана)          | самог себе   |
| Бошко Ћирковић (Шкабо)        | самог себе   |

## О Москрију
Давор Бобић или Мос-кри Локо Пајдоман (24. новембар 1977 — 25. август 2005) био је српски репер идејни вођа и текстописац реп групе Прти Бее Гее. Остаће упамћен као један од најхаризматичнијих српских репера, са суровим, али реалним римама, са којима је поред свог искуства, искрености, интелигенције и смислом за хумор освојио слушаоце реп музике. Издао је два албума, један са групом Прти Бее Гее под називом „Грејтест хитс“ и један са групом 43зла под називом Све саме барабе, као и велики број синглова. Група Прти Бее Гее је 2006. године издала албум Москри 77-05 у знак сећања на Москрија.